# Nepal Mandala

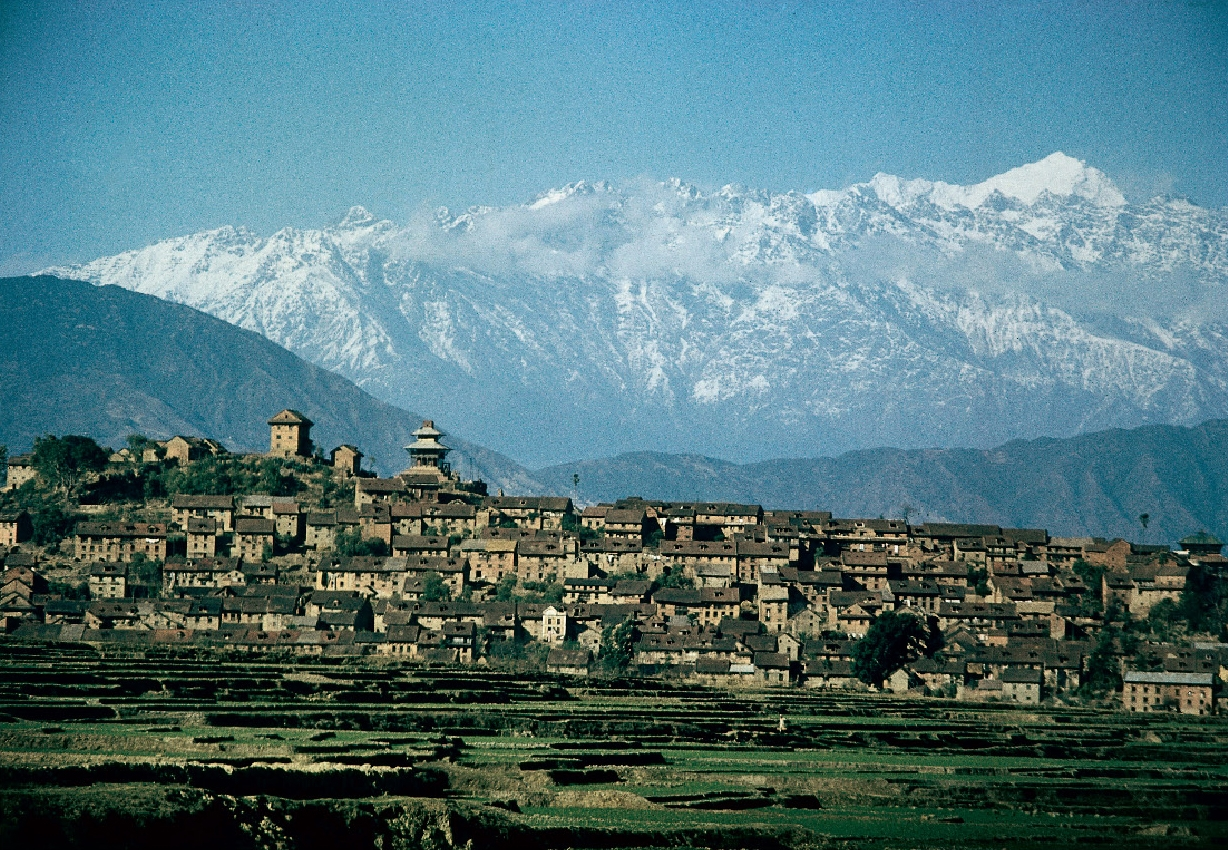
La vall de Kàtmandu amb l'Himàlaia en l'horitzó.

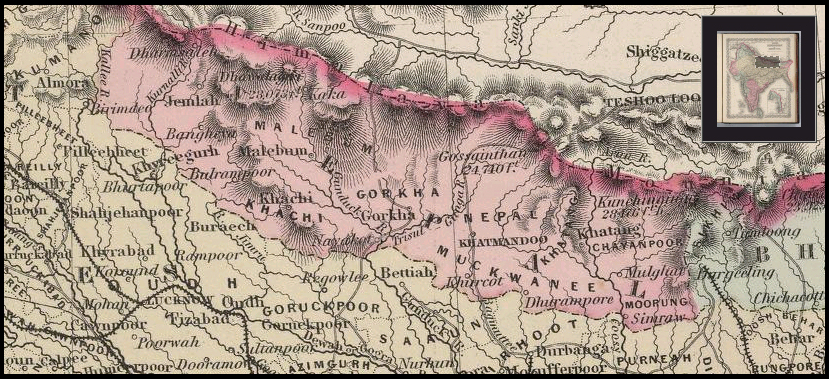
Mapa de 1886 mostrant Nepal Mandala situat entre Gorkha per l'oest, Khatang per l'est i Muckwanee en el sud.

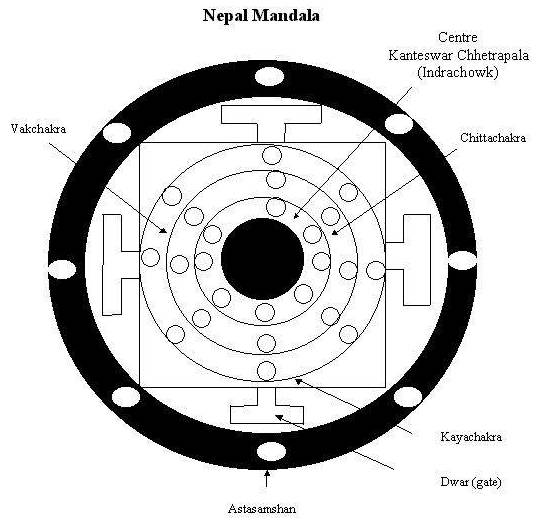
Symbolic diagram of Nepal Mandala.

Nepal Mandala (Devanagari: नेपाल मण्डल) és una antiga regió del centre de Nepal, caracteritzada per la seva cultura, religió i fronteres polítiques. Abarca la vall de Kàtmandu i les zones limítrofes.
El territori que constitueix actualment Nepal durant el període medieval consistia en tres regnes: Khas a l'oest, Karnatak al sud i Nepal Mandala al centre.

## Regió cultural
Tradicionalment Nepal Mandala ha albergat 64 llocs de peregrinació Hindú i 24 centres budistes. Els temples hindús són 64 lingas de Shiva dispersos entre el districte de Nuwakot a l'oest fins a Bhimeswar al diistrito de Dolakha en l'est.
Els 24 llocs de peregrinació budistes es troben disseminats des del riu Trishuli a l'oest fins a Dolalghat a l'est. Quan es visualitzen com un patró ordena, les ubicacions forme una imatge del mandala de Chakrasamvara, la principal deïtat del budisme Vajrayana. Nepal Mandala va ser concebuda sobre les bases del Mandala Chakrasamvara.
Francis Buchanan-Hamilton va escriure en el seu Relats del Regne de Nepal publicat el 1819 que hi havia quatre llocs de pelegrinatge que marcaven els límits de Nepal: Nilkantha (a vuit dies de viatge cap al nord des de Kàtmandu), Nateswar (a tres dies de viatge cap al sud), Kaleswar (a dos dies de viatge cap a l'oest) i Bhimeswar (a quatre dies de viatge cap a l'est).

## Història
El text budista Manjushrimula Kalpa esmenta a Manadeva (va regnar 464-506 AD) com a rei de Nepal Mandala. El terme Nepal Mandala també apareix esmentat en el text budista Swayambhu Purana. A més es troba en una inscripció tallada en pedra a Gyaneswar, Kàtmandu que es remunta al segle VIII durant el regnat del rei Jayadeva II de Licchavi.
El terme Nepal Mandala ha estat utilitzat durant segles en inscripcions en pedra i en gravats en coure i en colofons de manuscrits en esmentar l'adreça del que realitza la dedicatòria. També és esmentat durant cerimònies budistes importants.